# Calutron

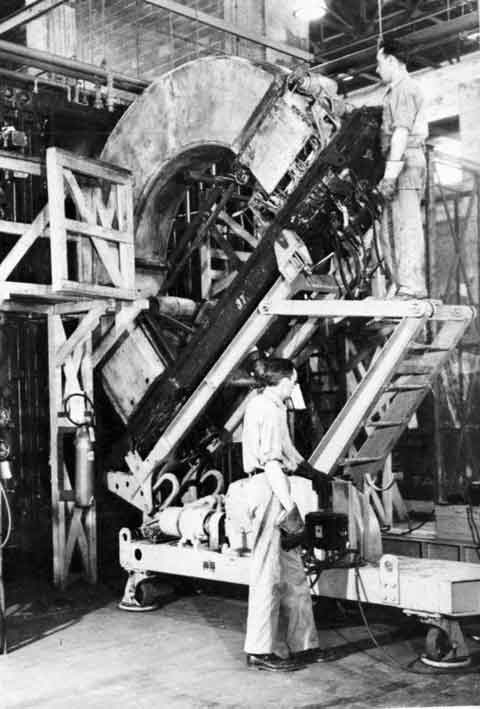
Un tanc de calutró alfa retirat de l'imant per a la recuperació d'urani-235.

El Calutron és un dispositiu que serveix com a espectròmetre de masses utilitzat en la separació d' isòtops d'urani. Va ser desenvolupat per Ernest Lawrence durant el Projecte Manhattan i era similar al ciclotró que també va inventar ell. El seu nom és una concatenació de Cal. U. -tron, que rep el nom de la Universitat de Califòrnia, la Lawrence Institution i el contractista del laboratori de Los Alamos. Van implementar l'enriquiment d'urani a escala industrial a la planta Y-12 d'Oak Ridge, establerta durant la guerra, i van subministrar la major part de l'urani utilitzat per a l'arma nuclear " Little Boy " que es va llançar sobre Hiroshima el 1945.

## Funcionament
En un espectròmetre de masses, una mostra vaporitzada es bombardeja amb electrons d'alta energia, que fan que els components de la mostra es converteixin en ions carregats positivament. Després són accelerats per camps elèctrics i posteriorment desviats per camps magnètics, xocant finalment amb una placa i produint un corrent elèctric mesurable.
A causa de l'escassetat de coure durant la guerra, els electroimants es van fabricar utilitzant milers de tones de plata prestades al Tresor dels Estats Units. Per aprofitar al màxim el gran nombre d'electroimants necessaris, es van disposar múltiples calutrons al seu voltant en un gran oval, anomenat hipòdrom per la seva forma.